# Figures peintes
Figures peintes est un essai de Jean-Louis Schefer paru le 23 avril 1998 aux éditions P.O.L et ayant reçu l'année suivante le Prix France Culture. 

## Éditions
- Figures peintes, éditions P.O.L, 1998  (ISBN 2867446112)